# Польша на зимних Олимпийских играх 2006
Польша принимала участие в Зимних Олимпийских играх 2006 года в Турине (Италия) в двадцатый раз за свою историю, и завоевала одну бронзовую и одну серебряную медали. Сборную страны представляли 16 женщин.

## Серебро
- Биатлон, мужчины, масс-старт — Томаш Сикора.

## Бронза
- Лыжные гонки, женщины, 30 километров — Юстина Ковальчик.